# Darja Dontsova
Agrippina Arkadjevna Dontsova (född Vasiljeva) (Агриппи́на Арка́дьевна Донцо́ва; Васи́льева), född 7 juni 1952 i Moskva, mera känd som Darja Dontsova (Дарья Донцова) är en rysk författare av detektivromaner. I den genren har hon skrivit över 150 böcker, kommersiellt mycket framgångsrika, och därtill kokböcker och självbiografier. Hon är medlem av Ryska författarförbundet.
Dontsova har en examen från journalistiska fakulteten vid Moskvauniversitetet och har arbetat som journalist, översättare och lärare i tyska och franska. Hon har varit gift tre gånger och har två barn. Sin första kriminalroman skrev hon 1984. Hon drabbades 1998 av bröstcancer och utnyttjade tiden som sjukskriven till att skriva fler böcker.
Dontsova är en mycket populär författare inte minst bland ryska kvinnor. Både 2003 och 2007 röstades hon fram som ett av namnen bland Rysslands topp 100 elit i tidningen Kommersant. Hon har tilldelats flera litterära priser och utmärkelser ("Årets författare" 2001, 2002, 2003, "Årets bästsäljare" 2002 och 2003). President Putin utsåg henne 2012 till ledamot av Rådet för public service-tv.
Hennes romaner kan delas in i sex cykler med varsin romanhjälte:
- Dasja Vasiljeva, en närmast självbiografisk skildring av en frånskild före detta fransklärare vid Moskvauniversitetet som lever i villaförorten Lozjkina med sina husdjur och en ny romans, en officer inom milisen.
- Eulampia Romanova, född 1963, tidigare Eufrosynia Romanova, dotter till en vetenskapsman och operasångare, som öppnat detektivbyrå.
- Viola Tarakanova, född 1965, frånskild tysklärare, som skriver detektivromaner under pseudonymen Arina Violova.
- Ivan Podusjkin, en slank, långvuxen, smart och intelligent men lite godtrogen man, med ett komplicerat förhållande till sin 60-åriga mamma.
- Tatiana Sergejeva, en mörkhårig, intelligent lärare i ryska språket och litteraturen, änka men omgift med en skådespelare.
- Stepanida Kozlova, född 1990, fjärdeårsstudent på lärarhögskolan med inriktning på ryska språket och litteraturen, möjligen en yngre upplaga av Tatiana Sergejeva.

På femton år har mer än 180 böcker publicerats i hennes namn. Den osannolikt höga produktiviteten har lett till spekulationer om att flera spökskrivare kan dölja sig bakom namnet. Bara ett tiotal av hennes romaner har översatts till tyska och ännu (2015) ingen till svenska. Enbart under år 2013 såldes hennes böcker i 2,8 miljoner exemplar.